# Mopsus mormon
Genre
Espèce
Synonymes
- Ascyltus penicillatus Karsch, 1878

Mopsus mormon, unique représentant du genre Mopsus, est une espèce d'araignées aranéomorphes de la famille des Salticidae.

## Distribution
Cette espèce se rencontre en Papouasie-Nouvelle-Guinée en Nouvelle-Guinée orientale, en Indonésie en Nouvelle-Guinée occidentale et aux îles Kei et en Australie dans le Nord-Est de la Nouvelle-Galles du Sud, au Queensland, dans le Nord du Territoire du Nord et dans le Nord de l'Australie-Occidentale,.

## Description

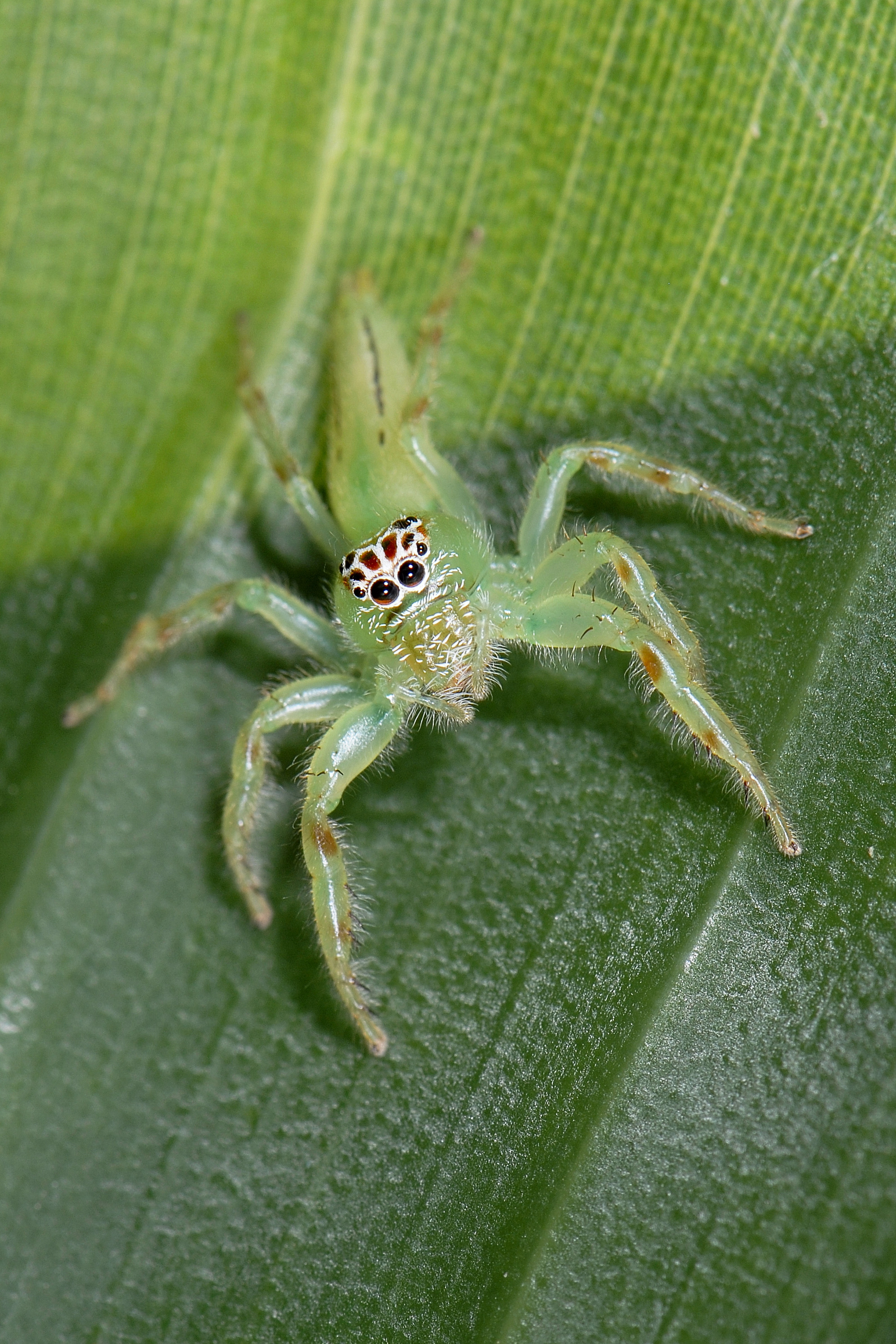
Mopsus mormon ♀

La carapace du mâle holotype mesure 6 mm et l'abdomen 8,8 mm.
Le mâle mesure 12 mm et la femelle 16 mm.
Cette araignées est de couleur verte avec deux bandes noires sur le dos de l'abdomen. Le mâle a la tête noire avec des poils blancs autour des yeux et son céphalothorax recouvert d'une pilosité dense arbore des teintes rouges et noires.
Le mâle se présente sous deux colorations : vert clair et brun sombre.
Elle n'est pas agressive mais sa morsure est douloureuse.

## Alimentation
Elle se nourrit de mouches et de papillons qu'elle chasse.

## Systématique et taxinomie
Cette espèce a été décrite par Karsch en 1878.
Ascyltus penicillatus a été placée en synonymie par Żabka en 1991.
Ce genre a été décrit par Karsch en 1878 dans les Salticidae.

## Galerie

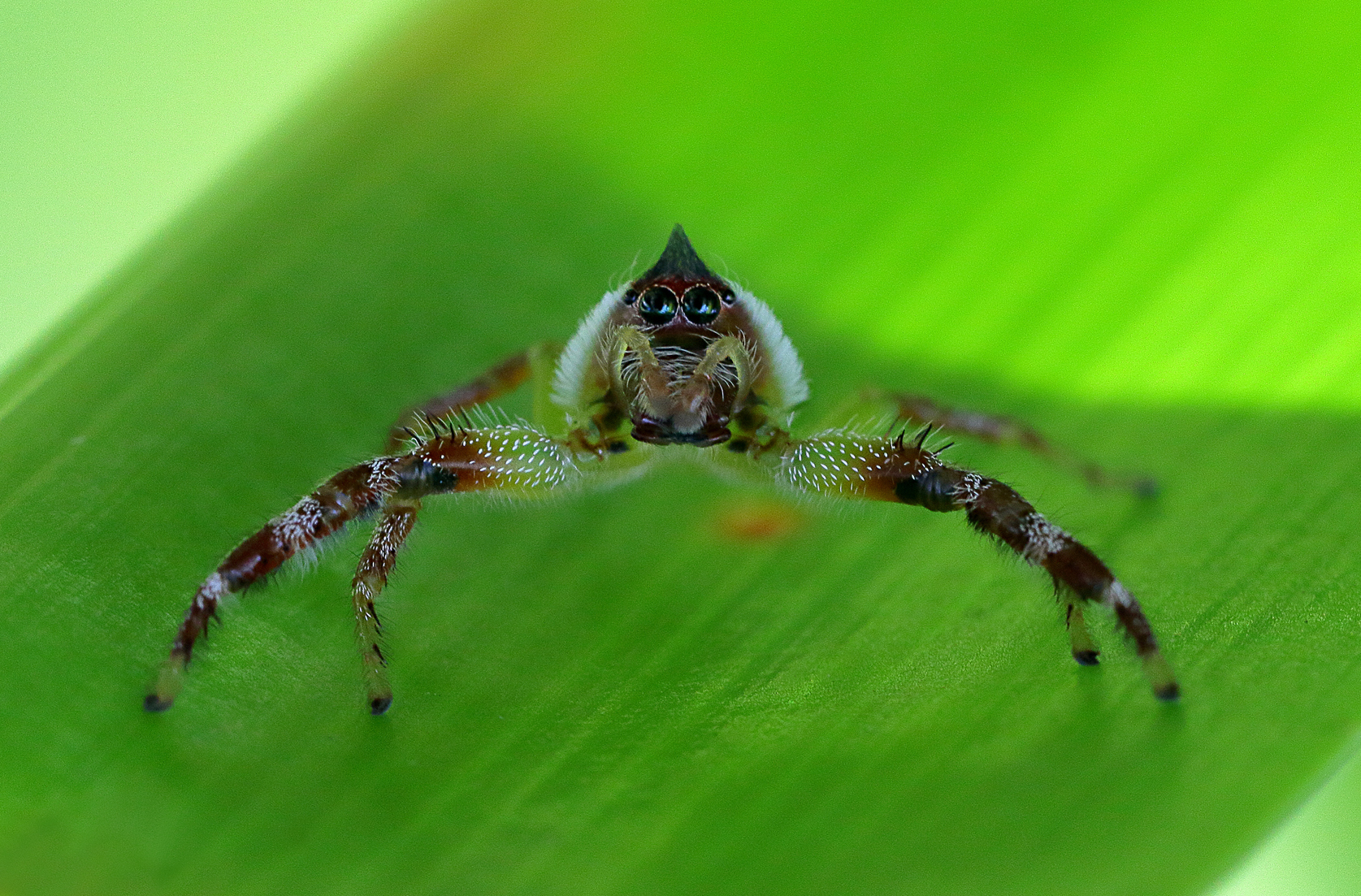
Mopsus mormon ♂
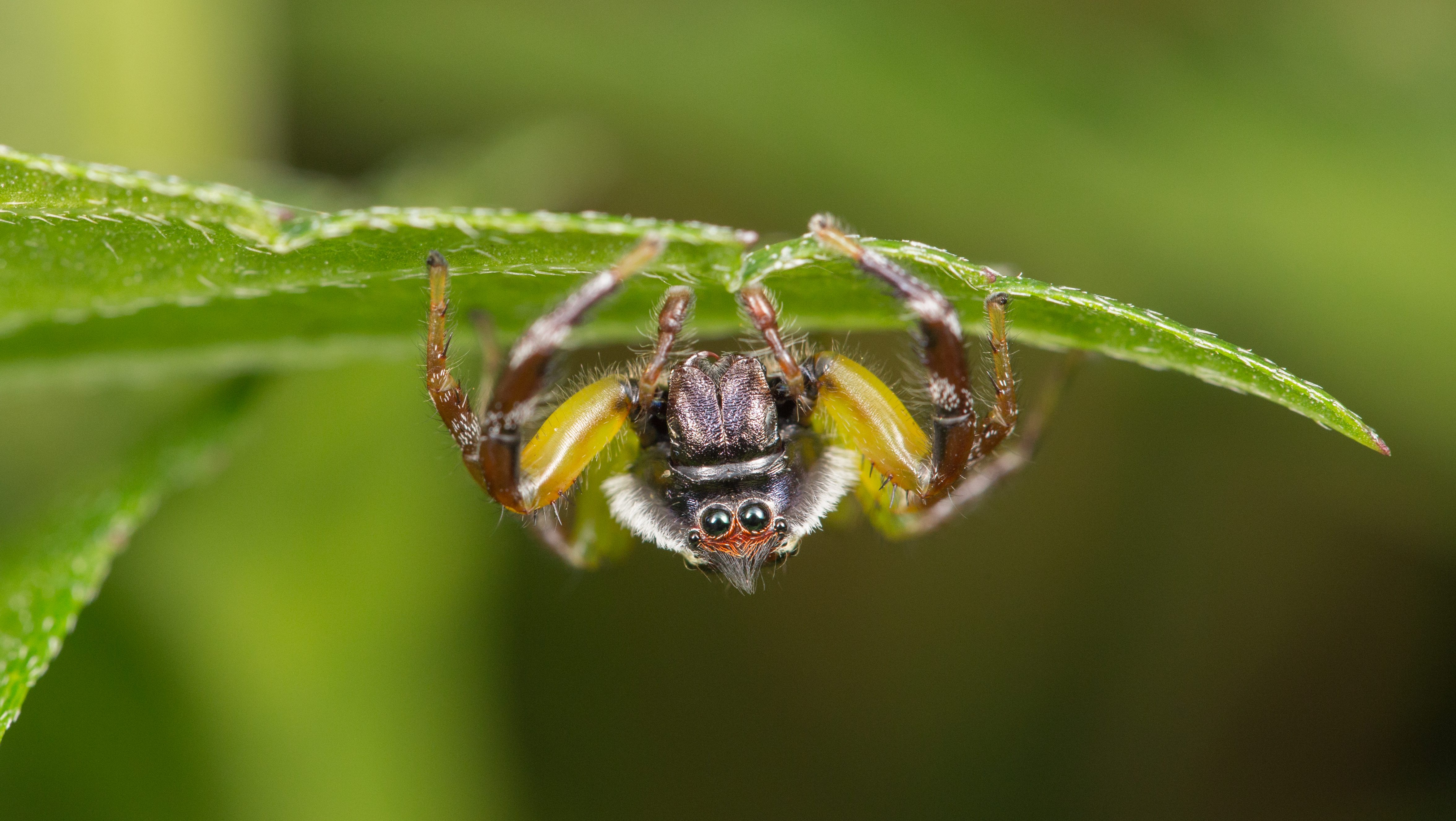
Mopsus mormon
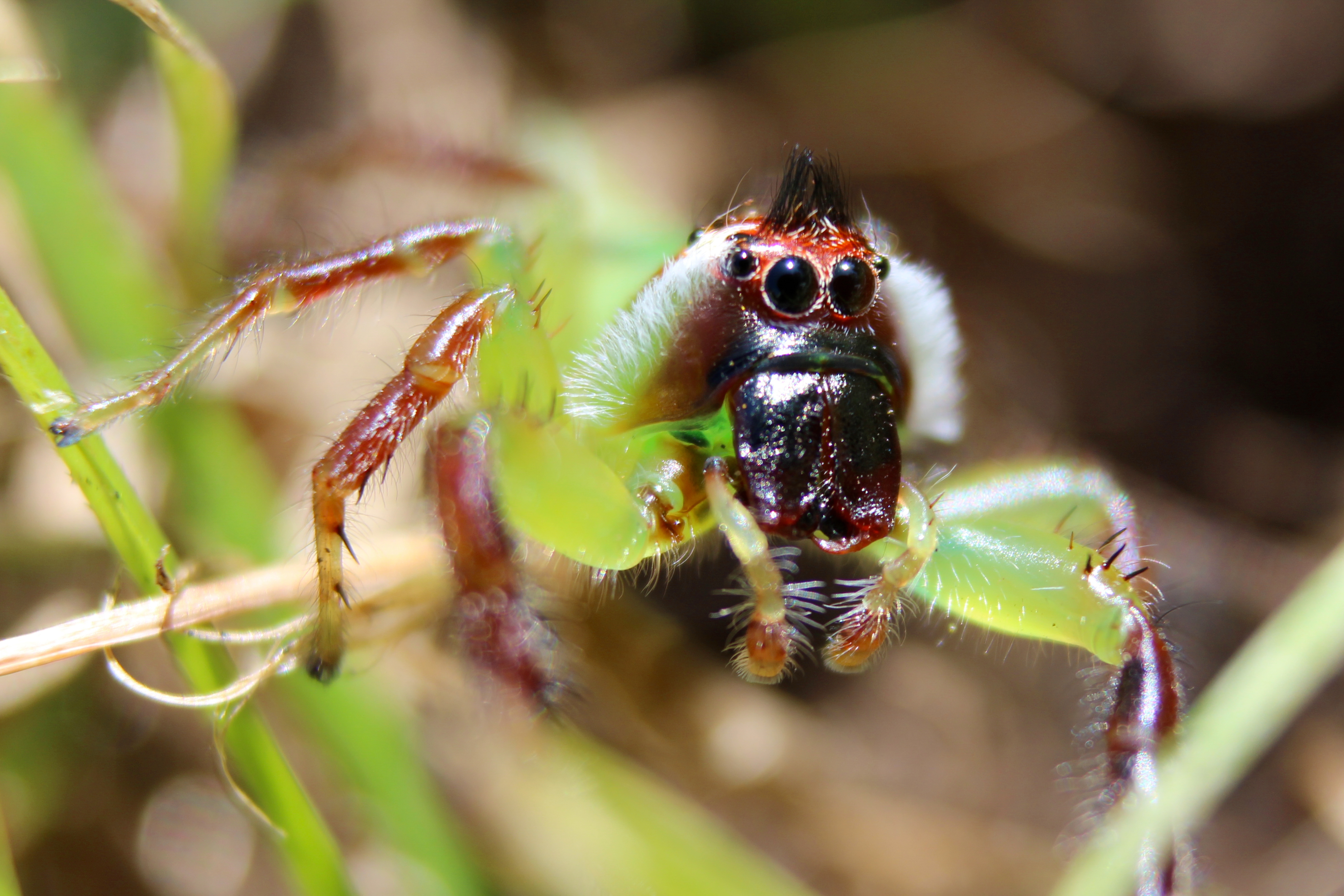
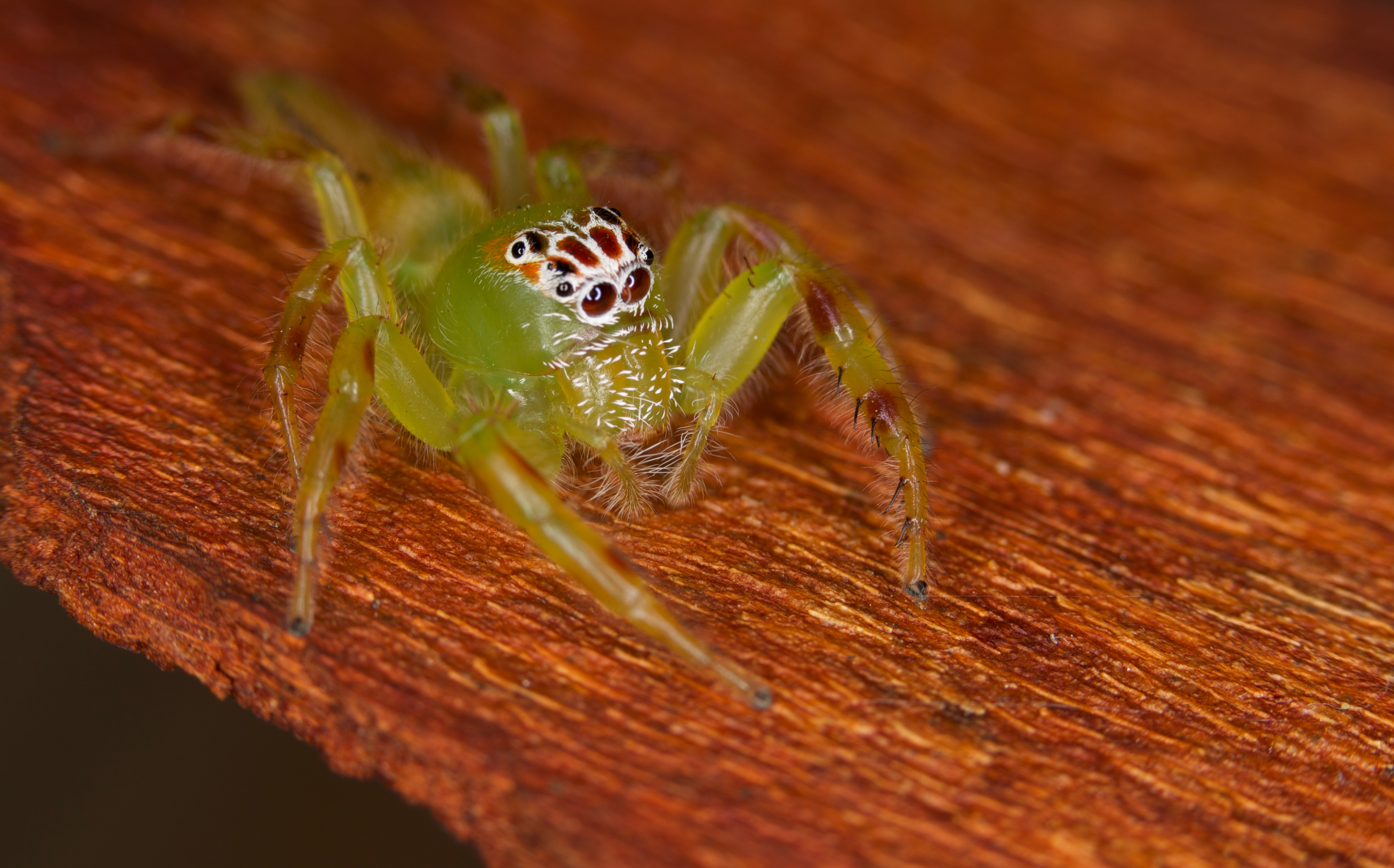
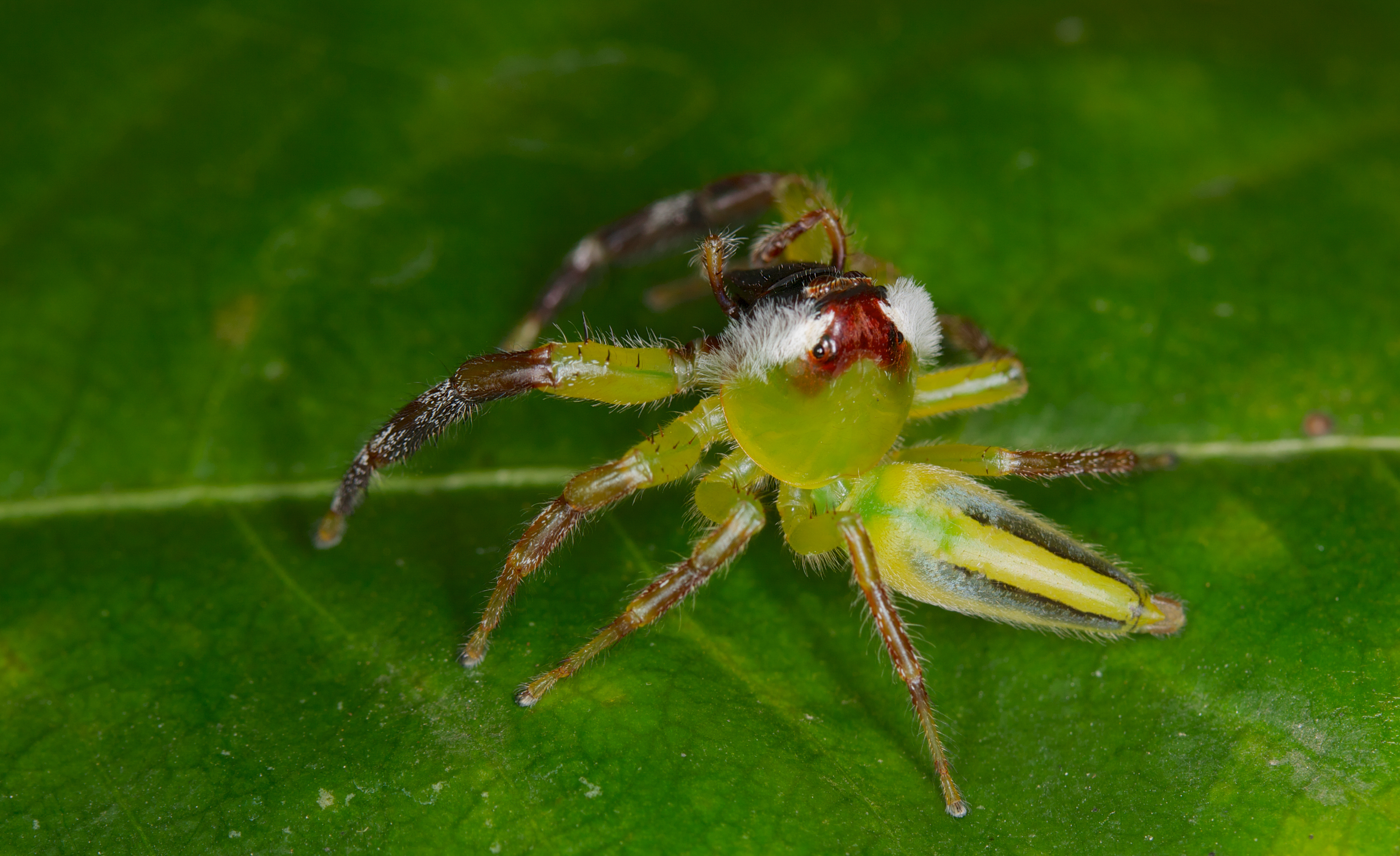
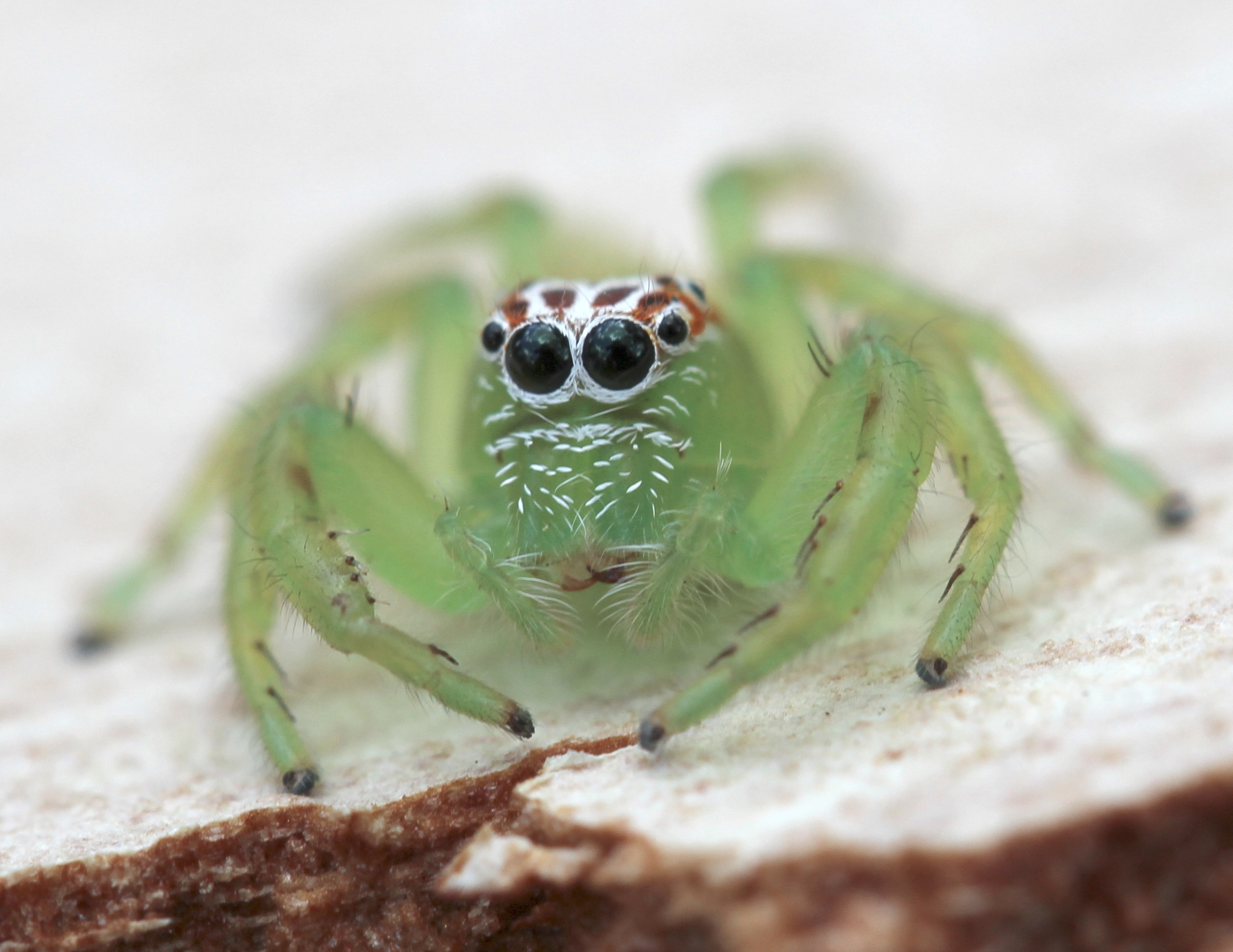
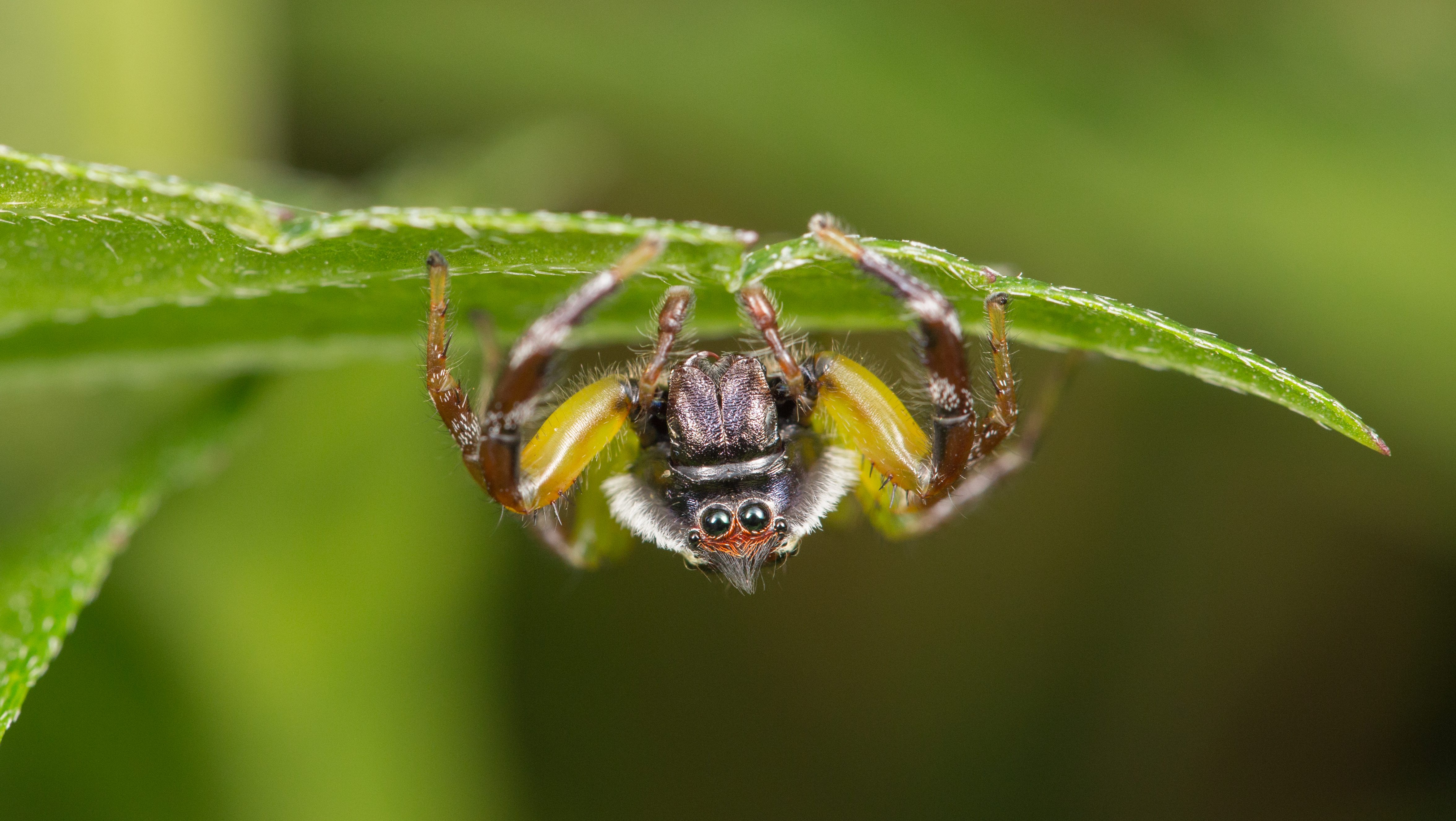
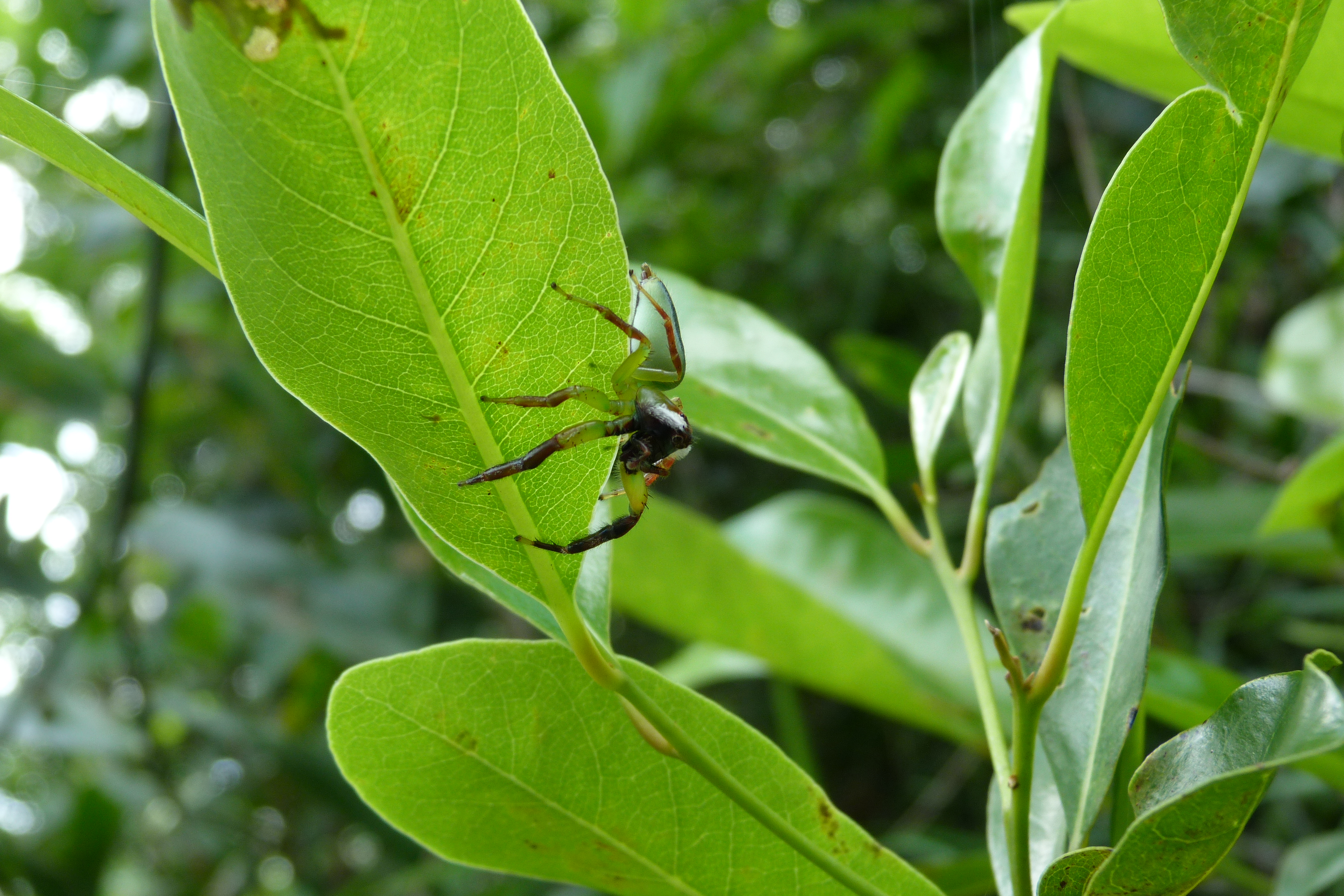

## Publication originale
- Karsch, 1878 : « Diagnoses Attoidarum aliquot novarum Novae Hollandiae collectionis Musei Zoologici Berolinensis. » Mitteilungen der Münchener Entomologischen Verein, vol. 2, p. 22-32 (texte intégral).